# Gallery Oldham
La Gallery Oldham est un musée public et une galerie d'art gratuits situés dans le quartier culturel du centre d'Oldham, dans le Grand Manchester, en Angleterre.

## Conception
Conçue par le cabinet d'architectes Pringle Richards Sharratt, la Galery Oldham est achevée dans sa forme originale en février 2002. La galerie d'art intègre les services des musées et galeries locaux. Une extension incluant la bibliothèque et le centre de formation continue d'Oldham, d'un coût de 13 millions de livres sterling, a ouvert ses portes en avril 2006. Le bâtiment comprend une bibliothèque et des installations pédagogiques.

## Contenu
La programmation intègre les collections d'art, d'histoire sociale et naturelle d'Oldham ainsi que des œuvres en tournée, de l'art nouvellement commandé et contemporain, de l'art international et des œuvres produites avec les communautés locales.
La galerie abrite la collection municipale d'Oldham et une grande partie de celle du district métropolitain d'Oldham. 

## Expositions
La galerie propose une exposition permanente intitulée « Oldham Stories », présentant des objets et des spécimens issus de ses collections, ainsi que deux galeries d'expositions temporaires. La Gallery Oldham possède l'un des programmes d'expositions les plus chargés de la région. Les expositions mêlent des expositions itinérantes à des œuvres de sa propre collection d'art, d'histoire sociale et d'histoire naturelle et expose des œuvres d'artistes locaux tels qu'Helen Bradley (en), William Stott et Alan Rankle (en). Ses collections incluent des œuvres des artistes britanniques L.S. Lowry, John William Waterhouse et Bridget Riley. Ces dernières années, la galerie a constitué une collection de poteries d'atelier et expose des céramiques d'artisans contemporains.